# Região de Governo de Itapetininga
A Região de Governo de Itapetininga é uma das 42 regiões de governo do estado brasileiro de São Paulo. Pertence à Região Administrativa de Sorocaba e está dividida em 11 municípios.

## Municípios por População
| Imagem | Município          | Área territorial (km²) | População (2018) | PIB (2014)     | IDH-M (PNUD, 2010) |
| ------ | ------------------ | ---------------------- | ---------------- | -------------- | ------------------ |
|        | Itapetininga       | 1.789,350              | 162.231          | 4.126.019.000  | 0,763 alto         |
|        | Tatuí              | 523,740                | 120.533          | 3.609.592.000  | 0,752 alto         |
|        | Boituva            | 248,960                | 59.793           | 2.650.583.000  | 0,780 alto         |
|        | Cerquilho          | 127,800                | 48.074           | 1.595.235.000  | 0,782 alto         |
|        | São Miguel Arcanjo | 930,330                | 32.859           | 575.362.000    | 0,710 alto         |
|        | Capela do Alto     | 169,981                | 20.419           | 265.880.000    | 0,699 médio        |
|        | Guareí             | 566,260                | 18.143           | 207.803.000    | 0,687 médio        |
|        | Cesário Lange      | 190,390                | 17.915           | 347.963.000    | 0,706 alto         |
|        | Sarapuí            | 352,520                | 10.177           | 137.227.000    | 0,707 alto         |
|        | Alambari           | 159,190                | 5.918            | 84.529.000     | 0,712 alto         |
|        | Quadra             | 205,033                | 3.753            | 94.746.000     | 0,678 médio        |
| Total  | Total              | 6.476,333              | 530.775          | 14.574.055.084 |                    |

## Municípios
- Alambari
- Boituva
- Capela do Alto
- Cerquilho
- Cesário Lange
- Guareí
- Itapetininga
- Quadra
- São Miguel Arcanjo
- Sarapuí
- Tatuí